# Албал
Албал, Альбаль (валенс. Albal, ісп. Albal) — муніципалітет в Іспанії, у складі автономної спільноти Валенсія, у провінції Валенсія. Населення — 15 618 осіб (2010).

## Географія
Муніципалітет розташований на відстані близько 300 км на схід від Мадрида, 8 км на південний захід від Валенсії.

## Галерея зображень

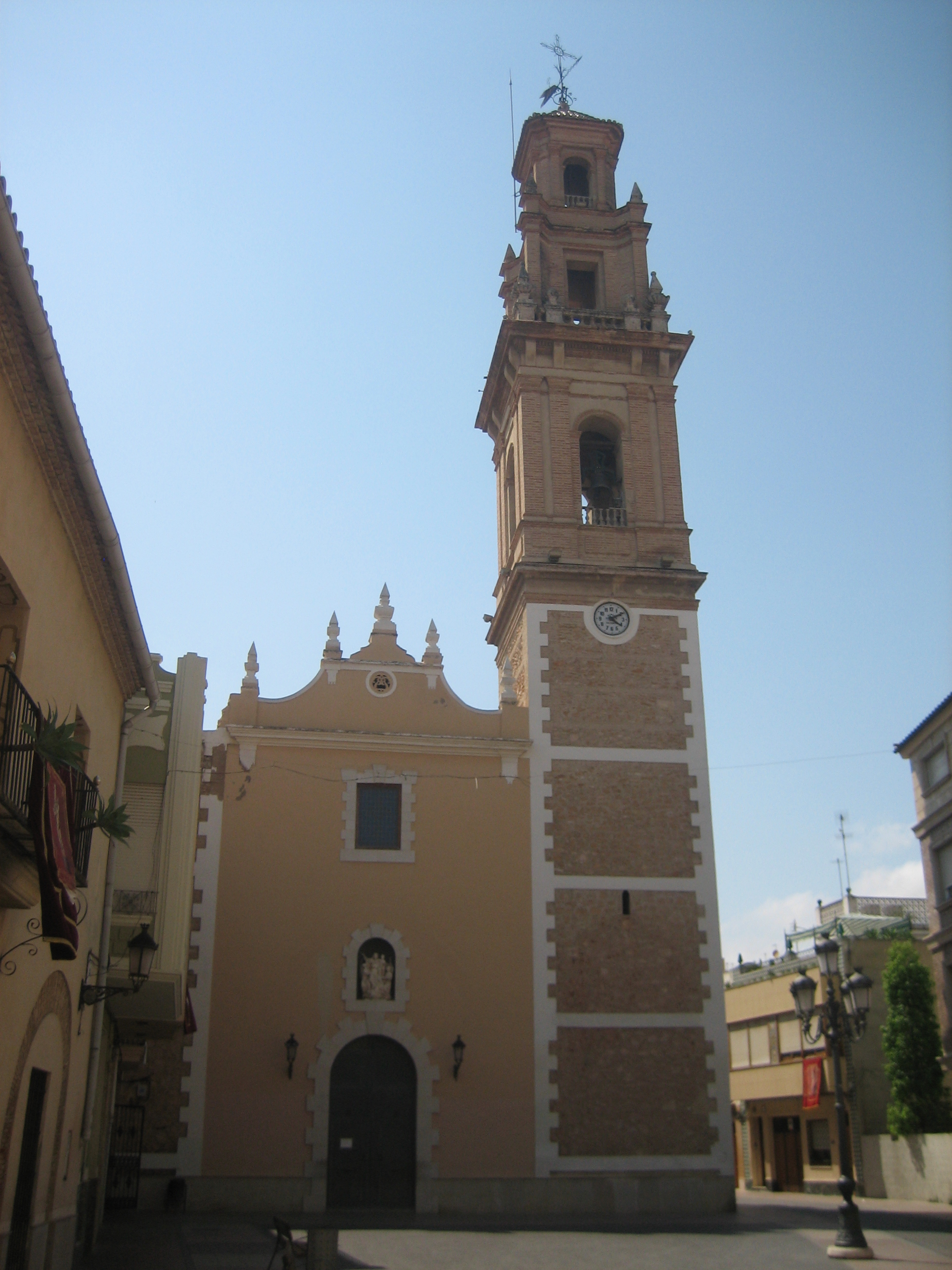
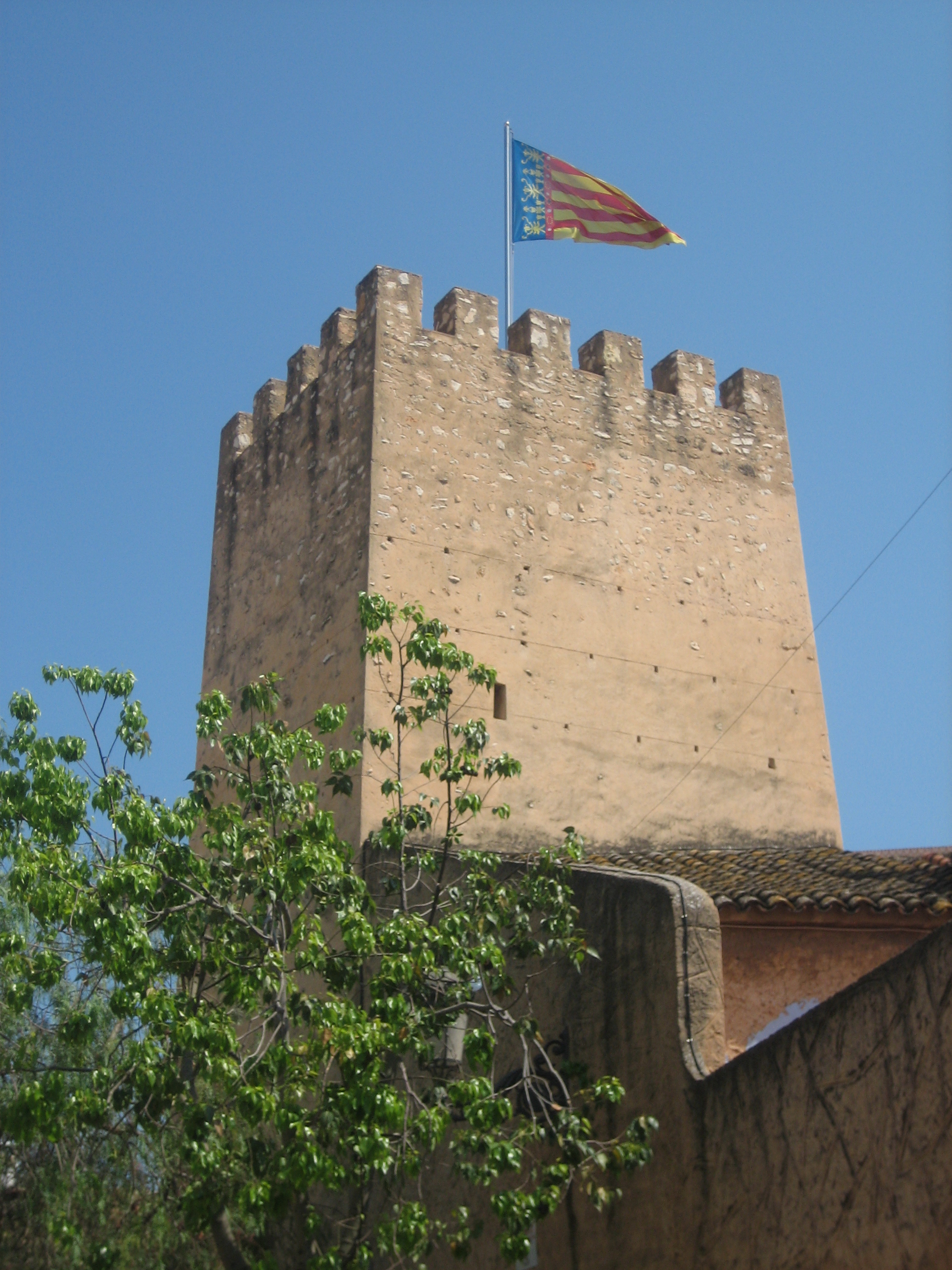
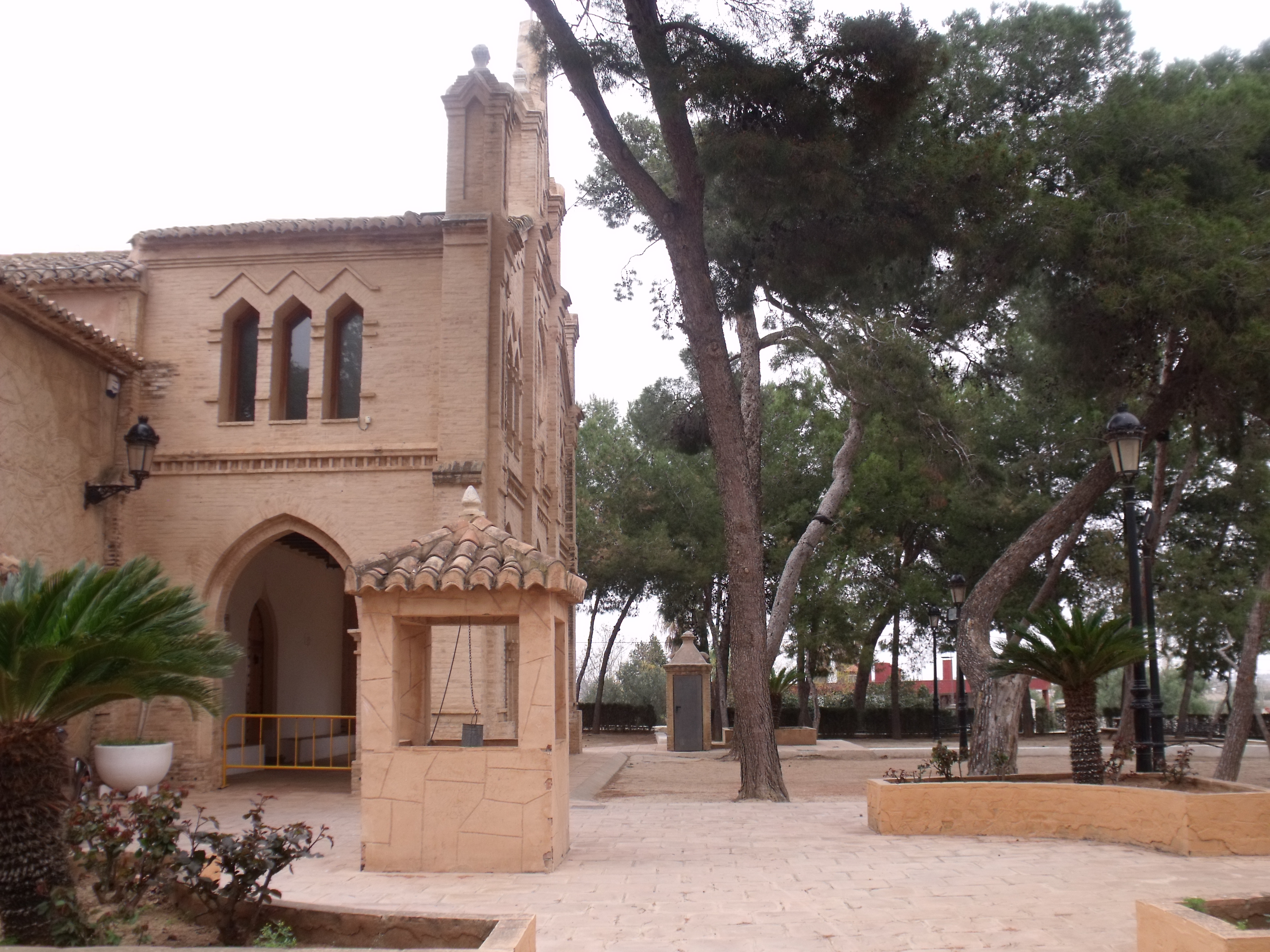
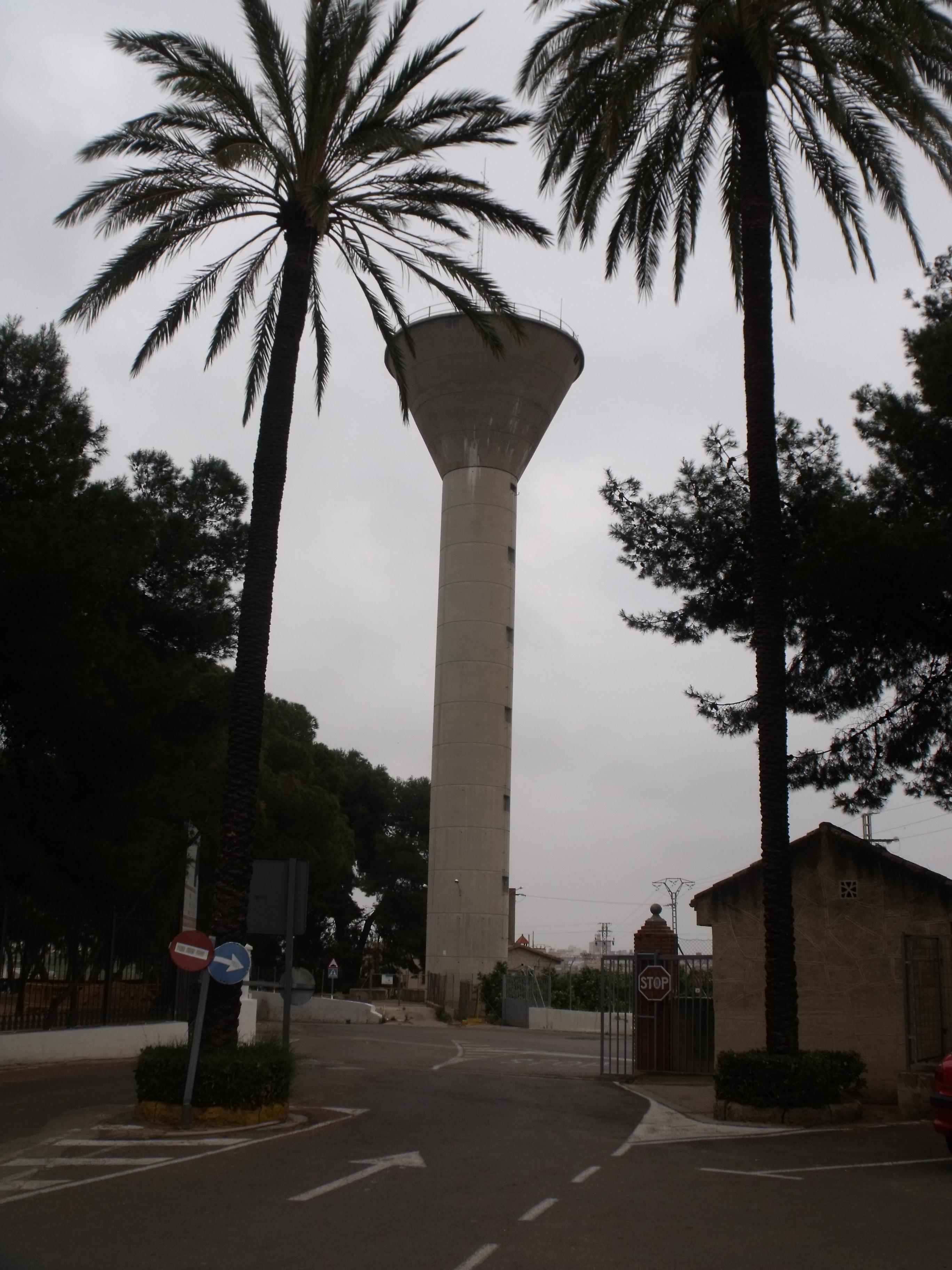
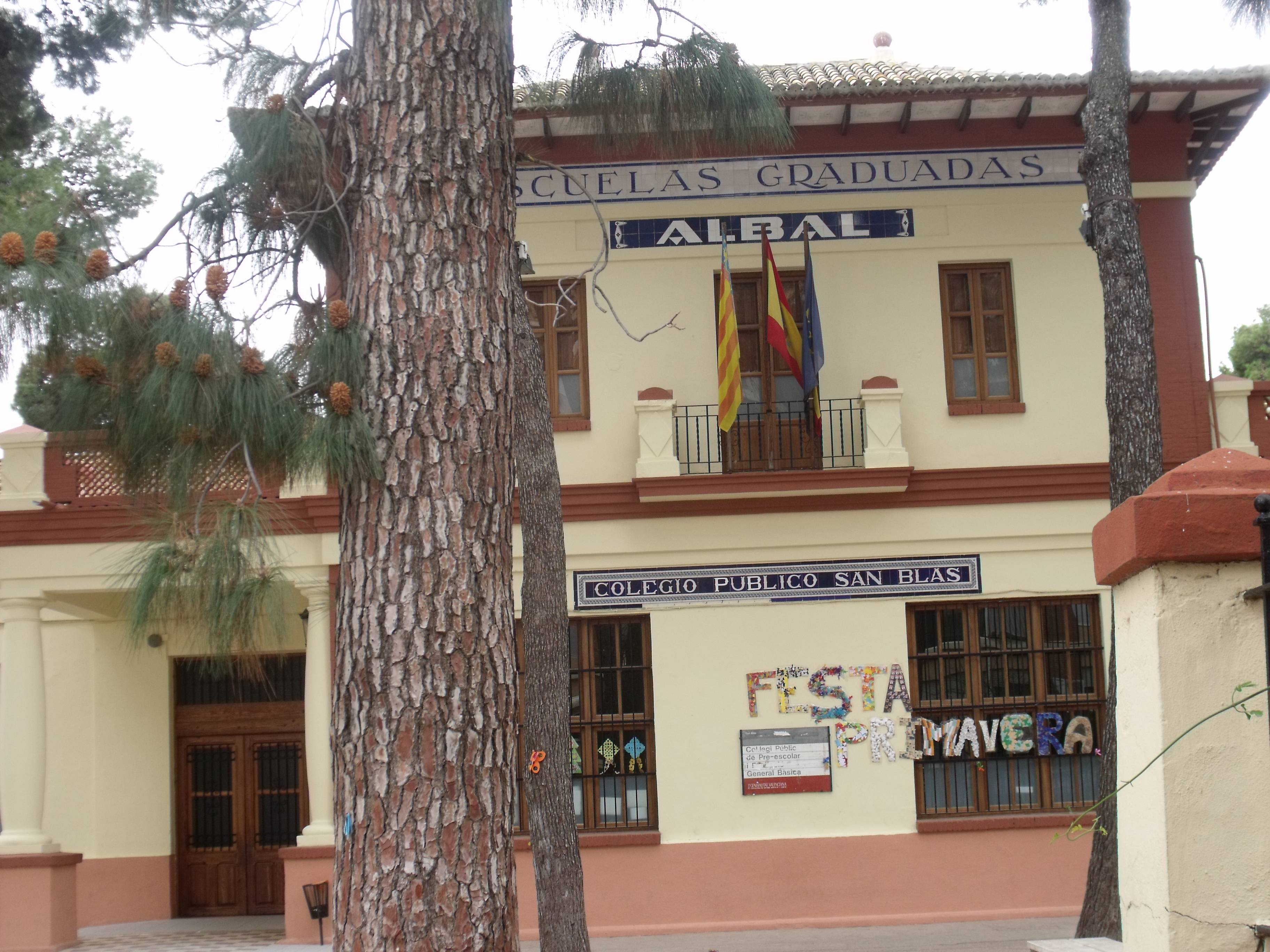

## Демографія
Динаміка населення (INE ):